# Stade El Abdi
Stade Ben M'Hamed El Abdi – wielofunkcyjny stadion w Al-Dżadidzie, w Maroku. Jego pojemność wynosi 10 000 widzów. Swoje spotkania na obiekcie rozgrywają piłkarze klubu Difaâ El Jadida.